# Sajan Sanczat
Sajan Sanczat (ur. 27 marca 1974) – rosyjski bokser, brązowy medalista mistrzostw świata i Europy.

## Kariera amatorska
W 1997 roku zdobył złoty medal podczas mistrzostw świata w Budapeszcie. W półfinale pokonał go Istvan Kovacs.
W tym samym roku zdobył srebro podczas mistrzostw Europy w Mińsku. W półfinale pokonał go Ramazi Paliani, który zdobył złoty medal.

## Kariera zawodowa
Jako zawodowiec nie odniósł sukcesów. Stoczył 22 walki, z czego 18 wygrał i 4 przegrał. Był mistrzem Rosji i posiadaczem pasa WBC International w wadze lekkiej. Karierę zakończył po porażce z Andriejem Kotelnykiem.